# Lobby ebraica
Lobby ebraica (Jewish lobby), in particolare in ambito statunitense, indica un insieme di gruppi di persone di religione ebraica che  attuano influenza politica tramite organizzazioni, associazioni e individui legati tra loro dal comune interesse di incidere sulle istituzioni legislative, sull'industria mediatica, l'opinione pubblica, la finanza e le relazioni internazionali.

## Definizione
Il Dictionary of Politics di Walter John Raymond definisce la lobby ebraica come "un insieme di circa trentaquattro organizzazioni politiche ebraiche che negli Stati Uniti collaborano congiuntamente o separatamente per favorire i loro interessi e/o quelli dello Stato di Israele." Dominique Vidal per Le Monde diplomatique ha scritto che [negli Stati Uniti] "l'autodescritta lobby ebraica è solo uno dei tanti gruppi d'influenza ad aver rapporti ufficiali messi in piedi con le autorità e le istituzioni". La B'nai B'rith Anti-Defamation Commission of Australia ha definito la lobby come "un gruppo quasi inestricabile di individui e organizzazioni dedicate al sostegno delle esigenze e degli interessi della comunità ebraica".
In un discorso del 2004, J.J. Goldberg, direttore editoriale del The Forward spiegò come la lobby ebraica sia un normale gruppo di interesse politico, simile ai molti altri gruppi di interesse che nella politica statunitense partecipano tradizionalmente al processo politico (nera, battista, cattolica, ecc.); la comparò, per dimensioni e influenza, a quella cattolica, considerandola composta da una dozzina di grandi organizzazioni ed una dozzina di più piccole.
Secondo Mitchell Bard, direttore dell'organizzazione senza fini di lucro American-Israeli Cooperative Enterprise (AICE), sarebbe più corretto parlare di lobby israeliana (o sionista) in quanto in essa sono compresi sia elementi formali che informali, come l'opinione pubblica, e perché la maggior parte delle lobby è di origine non ebrea. Bard ha inoltre criticato l'alone d'influenza dato alle lobby ebraiche e al termine in generale:

## Controversie
Diversi autori e studiosi contemporanei sostengono che la "lobby ebraica" avrebbe un importante peso circa le operazioni statunitensi in politica estera. Per esempio, Edward Tivnan, nel libro The Lobby (1988), scrisse che la lobby ebraica negli Stati Uniti "è diventata sostanzialmente, in maniera aggressiva, un gruppo di pressione proisraeliano, onnipresente ed influente sulle questioni relative al Medio Oriente, e che gli abitanti di Capitol Hill si riferiscono ad essa semplicemente come «la lobby»".
Rispondendo alle accuse di forte influenza e cospirazione, diverse associazioni pro-ebraiche hanno ribadito l'infondatezza e il carattere antisemita del concetto. Secondo la B'nai B'rith Anti-Defamation Commission of Australia, "l'ipotesi che gli ebrei abbiano un potere e un'influenza sproporzionata sul processo decisionale, è ciò che trasforma una realtà descrittiva della politica in un argomento antisemita riguardante la supremazia ebraica".
Susan Jacobs della Manchester Metropolitan University, ha argomentato la questione della lobby ebraica, sostenendo che quando il termine viene usato "non menzionando altri gruppi di pressione oppure ebrei di diverse posizioni politiche circa alcune questioni calde come la questione israelopalestinese" è una forma contemporanea di teoria del complotto ebraico.
Della stessa linea della Jacobs è Robert S. Wistrich dell'International Center for the Study of Anti-Semitism all'università ebraica di Gerusalemme, il quale vede in una "onnipotente lobby ebraica che impedisce la giustizia in Medio Oriente" un classico esempio moderno di stereotipi antisemiti.

## In Italia
Nell'agosto 2007 avevano suscitato diverse polemiche le dichiarazioni del pregiudicato Don Pierino Gelmini alla comunità d'Aspromonte, nelle quali parlava della presenza di una "lobby ebraico-radical chic" che danneggiava e demonizzava la reputazione della Chiesa cattolica nel mondo facendo pressione sui mezzi d'informazione, alterando per esempio la vicenda dei preti pedofili. All'insorgere delle polemiche nella comunità ebraica italiana, Gelmini si scusò pubblicamente contraddicendo quanto detto prima, spiegando di come si fosse confuso perché avrebbe dovuto dire "loggia massonica-radical chic".
Nel febbraio 2008 un blog anonimo pubblicò una lista di 162 professori di religione ebraica con cattedra in diversi importanti atenei italiani, tra cui, principalmente, l'università La Sapienza di Roma. La lista riguardava grosso modo un ipotetico «baronaggio ebraico nelle università italiane» attraverso il quale gli studenti iscritti in esse sarebbero «vittime della manipolazione mentale di professori infeudati alle caste regnanti negli atenei, di cattedre affidate nelle mani di professori arruolati in base all'asservimento politico ai partiti, alle ideologie politiche, alle lobby di potere».
Il blog fu oscurato qualche tempo dalla polizia postale su decisione di Giuliano Amato, all'epoca dei fatti ministro dell'Interno. Le reazioni del mondo politico sia governante che dell'opposizione furono all'unanimità in sostegno degli insegnanti di religione ebraica segnalati nella lista.

## Linee politiche
Contrariamente alle posizioni proisraeliane e antipalestinesi, nell'ottobre 2009 è stata fondata negli Stati Uniti l'organizzazione senza fini di lucro J Street, definita come la "lobby ebraica di sinistra". Il punto cardine della lobby, come dichiarato dagli intenti, è la risoluzione del conflitto israeliano-palestinese attraverso la soluzione, pacifica e comune, della realizzazione di uno Stato palestinese.